# Cájar
Cájar é um município da Espanha na província de Granada, comunidade autónoma da Andaluzia, de área 2 km² com população de 4318 habitantes (2007) e densidade populacional de 2159,0 hab./km².

## Demografia
| Variação demográfica do município entre 1991 e 2004 | Variação demográfica do município entre 1991 e 2004 | Variação demográfica do município entre 1991 e 2004 | Variação demográfica do município entre 1991 e 2004 |
| --------------------------------------------------- | --------------------------------------------------- | --------------------------------------------------- | --------------------------------------------------- |
| 1991                                                | 1996                                                | 2001                                                | 2004                                                |
| 2222                                                | 2768                                                | 3536                                                | 3838                                                |